# Мохаммед Гарго
Мохаммед Гарго (англ. Mohammed Gargo, нар. 19 червня 1975, Аккра) — ганський футболіст, що грав на позиції захисника.
Виступав, зокрема, за «Удінезе» та «Дженоа», а також національну збірну Гани.

## Клубна кар'єра
Народився 19 червня 1975 року в місті Аккра. Розпочинав грати у футбол на батьківщині у клубі «Реал Тамале Юнайтед». Після гарного виступу на юнацькому чемпіонаті світу 1991 року 15-річний Гарго був куплений клубом італійської Серії А «Торіно» разом з Самуелем Куффуром, Еммануелем Дуа та ще одним товаришем по команді. Втім Мохаммед так і не зіграв в офіційних матчах за італійський клуб, і 1993 року перебрався до Німеччини, де грав за резервні команди, «Боруссії» (Дортмунд) та «Баварії».
На початку 1995 року він став гравцем англійського «Сток Сіті», в якому не зіграв жодного матчу і влітку повернувся до Італії, ставши гравцем «Удінезе». Дебютував у першій команді з Удіне лише в сезоні 1996/97. У 1998 році він зайняв з ним третє місце в Серії А, найвище в історії клубу, а 2000 року став з командою володарем Кубка Інтертото. Втім стабільним основним гравцем ганець не був і 2003 року був відданий в оренду в клуб Серії Б «Венеція», а з 2004 року виступав там же за інший клуб, «Дженоа».
У 2005—2007 роках Гарго грав за катарську «Аль-Вакру», а завершив ігрову кар'єру у рідному клубі «Реал Тамале Юнайтед» у 2008 році.

## Виступи за збірні
Був гравцем юнацької збірної Гани (U-17), яка виграла юнацький чемпіонат світу 1991 року в Італії. Сам Гарго на турнірі забив 2 голи у 6 матчах.
1992 року захищав кольори олімпійської збірної Гани на футбольному турнірі Олімпійських ігор 1992 року у Барселоні, на якому забив 1 гол у 5 іграх, а команда здобула бронзові олімпійські нагороди.
1993 року залучався до складу молодіжної збірної Гани, з якою став фіналістом молодіжного чемпіонату світу в Австралії. На цьому турнірі Мохаммед теж був основним гравцем, зігравши у всіх 6 іграх, в яких забив 1 гол.
У складі національної збірної Гани дебютував на Кубку африканських націй 1992 року у Сенегалі, де зіграв свої дві дебютні гри — із Замбією (1:0) та Єгиптом (1:0) і разом з командою здобув «срібло». В подальшому брав участь у Кубку африканських націй 1998 року у Буркіна Фасо та Кубку африканських націй 2000 року у Гані та Нігерії, де теж зіграв по дві гри.
Всього протягом кар'єри у національній команді, яка тривала 12 років, провів у її формі 20 матчів, забивши 4 голи.

## Титули і досягнення
- Чемпіон світу (U-17): 1991
- Срібний призер Кубка африканських націй: 1992
- Чемпіон Африки (U-21): 1993
- Бронзовий олімпійський призер: 1992
- Володар Кубка Інтертото (1):

«Удінезе»: 2000